# Антуриум Варока
Анту́риум Варока (лат. Anthúrium warocqueanum) — многолетнее травянистое вечнозелёное растение, вид рода Антуриум (Anthurium) семейства Ароидные, или Аронниковые (Araceae).

## Ботаническое описание
Хемиэпифиты.
Листья до 1 м длиной, 25 см шириной в верхней части, тёмно-зелёные, с серебристо-белыми  жилками. Черешок округлый, 60—80 см длиной.
Соцветие — початок, до 30 см длиной, на короткой ножке. Покрывало  8—10 см длиной, 1,5—2 см шириной, отогнутое назад.

## Распространение
Растёт на северо-западе Колумбии.